# Mehfil-e-Naat
Mehfil-e-Naat is een poëzie-bijeenkomst, gehouden door soennitische moslims. In deze bijeenkomsten worden er gedichten en poëzie voorgedragen.  Deze gedichten zijn een ode aan de profeten en heiligen binnen de islam.  Over de hele wereld zijn er duizenden dichters die zich bezighouden met het schrijven van deze islamitische dichtkunst.  Deze gedichten worden voorgedragen door zangers en de schrijvers zelf.
In Nederland worden er ook Mehfil-e-Naat bijeenkomsten gehouden.  Een van de bijeenkomsten komt sinds 1993 jaarlijks terug. Deze bijeenkomst wordt georganiseerd door de Stichting Islamic Academy die is opgericht door Maulana Badr Al Qadri. Deze bijeenkomst trekt jaarlijks internationaal de aandacht en er komen veel mensen van over heel de wereld om er aanwezig te zijn.  
Het Islamic Academy heeft voor deze bijeenkomsten het Mehfil-e-Naat comité opgericht die zich bezighoudt met de organisatie van de bijeenkomst. Jaarlijks stelt dit comité een thema vast. Op deze thema worden er door dichters over heel de wereld gedichten geschreven. De gedichten worden opgestuurd en sommige ervan worden voorgedragen aan het publiek in Mehfil-e-Naat.